# Michahai
Michahai, pleme Mariposan (Yokuts) Indijanaca s rijeke Kings River u Kaliforniji, točnije na Mill Creeku. Swanton od njihovih sela navodi Hehshinau, a klasificira ih u Kings River Yokutse. Hodge ih locira blizu Squaw Valley.
Potomaka imaju u federalno nepriznatom plemenu Eshom Valley Band of Michahai and Wuksachi u okrugu Monterey u Kaliforniji.
1. ↑  Swanton
2. ↑  Hodge